# Sulphur Springs (Ohio)
Sulphur Springs es un lugar designado por el censo ubicado en el condado de Crawford en el estado estadounidense de Ohio. En el Censo de 2010 tenía una población de 194 habitantes y una densidad poblacional de 310,8 personas por km².

## Geografía
Sulphur Springs se encuentra ubicado en las coordenadas 40°52′20″N 82°52′35″O / 40.87222, -82.87639. Según la Oficina del Censo de los Estados Unidos, Sulphur Springs tiene una superficie total de 0.62 km², de la cual 0.62 km² corresponden a tierra firme y (0%) 0 km² es agua.

## Demografía
Según el censo de 2010, había 194 personas residiendo en Sulphur Springs. La densidad de población era de 310,8 hab./km². De los 194 habitantes, Sulphur Springs estaba compuesto por el 96.91% blancos, el 0.52% eran afroamericanos, el 0.52% eran amerindios, el 0% eran asiáticos, el 0.52% eran isleños del Pacífico, el 0% eran de otras razas y el 1.55% pertenecían a dos o más razas. Del total de la población el 0.52% eran hispanos o latinos de cualquier raza.